# 喬崴進科技
喬崴進科技股份有限公司（簡稱喬崴進）成立於1999年，是台灣一家工具機製造公司，主要從事大型精密工具機的外銷。其製造的高精度龍門加工中心，得以應用在汽車、航太、半導體、風力發電等產業製程。

## 大事記
2014年底加入由台灣十餘家工具機暨零組件廠所組成的「高值化航太級加工設備研發聯盟」，搶食每年上百億元航太加工設備商機。
2018年與台灣19家工具機廠商組成「雷射五軸量測設備聯盟」，與長期深耕「雷射五軸量測技術」的虎尾科大精密機械技術中心合作，支持並協助線上檢測儀器商品化的共同開發，期盼透過產學合作縮短產品開發時程更能滿足產業需求。
2018年4月漢翔航空工業的「國機國造」計畫，與東台、拓凱等23家供應商完成釋商簽約；並與喬崴進及中興大學簽署產學合作意向書，共同提升航太複材製造的競爭力。
2019年10月11日於安徽新廠正式開幕暨首台完成生產下線。
2020年3月，喬崴進攜手漢翔等四家國內業者，共同取得總值約新台幣620億元的國際航太複材加工訂單；其中推出具智慧刀具管理系統的超音波紙蜂巢切割機，是國產首台此類設備，有效取代歐美高價機種。
2022年11月，雲林科技大學與包括喬崴進在內共17家廠商簽署產學合作，推動技術交流與人才培育。
2023年3月14日，喬崴進於南投舉行第二期新廠動土典禮，設廠面積達2,300坪，並強調採用綠色隔熱建築及全廠1°C自動溫控與太陽能電力設施，預期將顯著提升產能與營運高峰。
2025年3月，喬崴進於台北國際工具機展展出領先市場的ASM立臥式五軸加工中心機，展現高精度與高效能加工能力。

## 歷年獎項
- 第二十屆國家磐石獎。
- 第十四屆小巨人獎。[10]
- 第八屆國家品牌玉山獎「傑出企業類」及「最佳產品類」。[11]
- 台中市金手獎。
- 台灣精品獎TAIWAN EXCELLENCE 2012 (SF SERIES)。[12]
- 台灣精品獎TAIWAN EXCELLENCE 2011 (NF SERIES)。[13]
- 台灣精品獎TAIWAN EXCELLENCE 2008 (VH SERIES)。[14]
- 2013年 金點設計獎 (SF SERIES)。[15]
- 2017年 金點設計獎 (SE SERIES)。[16]

## 廠房分布

### 亚洲

#### 中華民國
- 太平廠：台中市大里工業區

#### 中国大陆
- 安徽廠：2019年10月11日喬崴進於安徽設立新廠[5]